# Mest (groep)
Mest was een poppunk-groep uit Blue Island, Illinois (Chicago).

## Geschiedenis
De groep werd opgericht in 1995 door Matt Lovato en zijn neef Tony Lovato. De oorspronkelijke gitarist was Steve Lovato, Tony's broer. Hij verliet de band in 1998, waarbij hij vervangen werd door Jeremiah Rangel. Nick Gigler was de drummer van de band vanaf 1997.
In 2006 kondigde de band op Myspace aan dat ze stoppen met samen muziek te maken.

## Moord
In 2007 werd Tony Lovato opgepakt wegens verdenking van moord. Hij zou z'n vriendins ex-vriend gestoken hebben met een mes. Tony verklaarde dat hij handelde uit zelfverdediging en hij werd op 27 maart 2007 vrijgelaten.

## Bandleden
- Tony Lovato - Zang, Gitaar
- Jeremiah Rangel - Gitaar, zang
- Matt Lovato - Basgitaar
- Nick Gigler - Drum

## Discografie

### Albums
- Mo' Money, Mo' 40z (1998)
- Wasting Time (2000)
- Destination Unknown (2001)
- Mest (2003)
- Photographs (2005)

### Singles
- "What's the Dillio?"
- "Drawing Board"
- "Hotel Room"
- "Cadillac"
- "Jaded (These Years)"
- "Take Me Away (Cried Out to Heaven)"
- "Kiss Me, Kill Me"
- "Masquerade"